# Maloton
Maloton est un hameau du Manitoba située dans la municipalité rurale d'Armstrong dans la région d'Interlake. 
L'une des principales attractions de Maloton est le monument Maloton Cairn de 27 tonnes conçu par l'architecte Alex Nitchuk et dédié aux colons d'Interlake en 1984.